# مافالدا (إيطاليا)
مافالدا (بالإيطالية: Mafalda)‏ هي كومونا في مقاطعة كمبباسة في منطقة مليزة الإيطالية، وتقع على بعد 45 كيلومتر (28 ميل) شمال كمبباسة.